# جورج غريفيثز (سياسي أسترالي)
جورج غريفيثز (بالإنجليزية: George Griffiths)‏ هو سياسي أسترالي، ولد في 23 يناير 1840، وتوفي في 28 أبريل 1905. انتخب عضو الجمعية التشريعية لنيو ساوث ويلز.